# Chaber jednokoszyczkowy
Chaber jednokoszyczkowy (Centaurea uniflora Turra) – gatunek rośliny z rodziny astrowatych (Compositae). Występuje naturalnie w południowo-zachodnich Alpach – na obszarze od Ligurii, Piemontu i Doliny Aosty we Włoszech przez Alpy Nadmorskie, Prowansję, Delfinat i Sabaudię we Francji aż do kantonu Wallis (Valais) w Szwajcarii.

## Morfologia

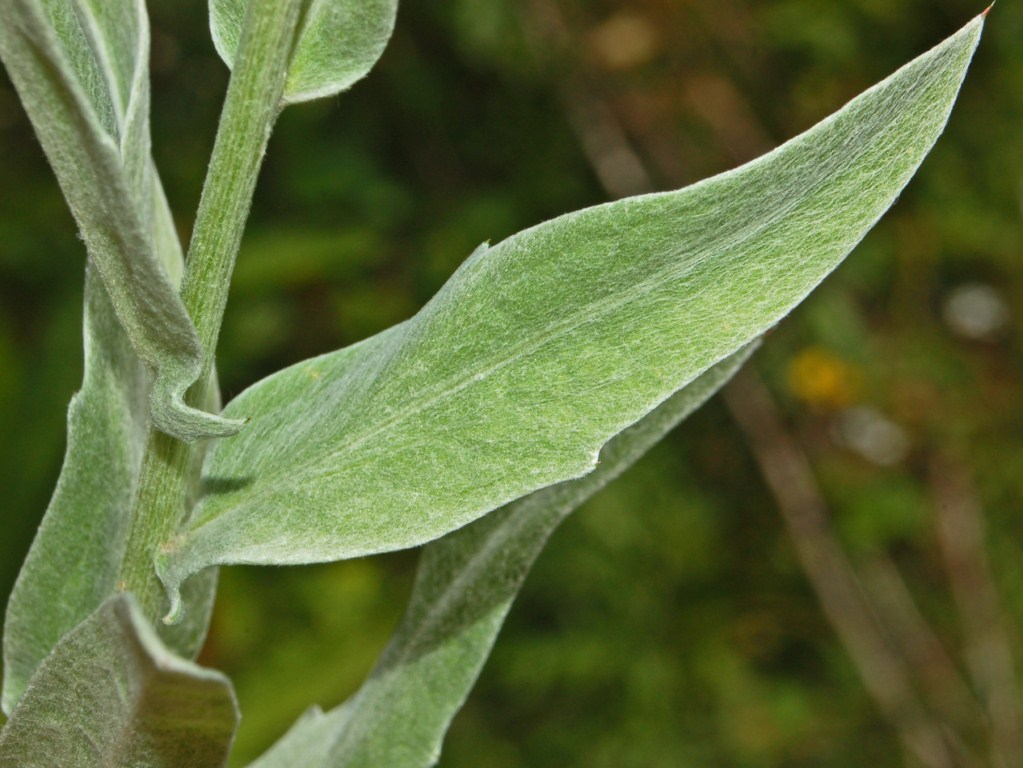
Liść

PokrójBylina dorastająca do 20–40 cm wysokości. Łodyga jest wzniesiona, nierozgałęziona. Cała roślina jest gęsto pokryta białymi włoskami.
LiścieNaprzemianległe. Blaszka liściowa jest ząbkowana z ostrym wierzchołkiem. Liście górne nasadą obejmują łodygę.
KwiatyPojedyncze koszyczki kwiatowe rozwijają się na szczytach pędów. Mierzą 3–4 cm średnicy. Osadzone są w okrywie składającej się z kilku szeregów ciemnobrązowych, wąskich łusek, zakończonych długimi pierzastymi przyczepkami. Wszystkie kwiaty w koszyczku są rurkowate i mają różowofioletową barwę. Kwiaty zewnętrzne są wyraźnie większe i wygięte na zewnątrz. Mają one za zadanie przyciągnąć zapylające je owady.
Gatunki podobneRoślina jest podobna do C. nigrescens, który dorasta do 20–50 cm wysokości. Charakteryzuje się zielonymi łuskami okrywy z przyczepkami o niemal czarnej barwie.

## Biologia i ekologia
Rośnie na łąkach, w zaroślach i na skalistych zboczach z ekspozycją na słońce. Występuje na wysokości od 1500 do 2600 m n.p.m. Kwitnie od lipca do września.